# Cathédrale Notre-Dame-de-l'Immaculée-Conception de Kabgayi
Pour les articles homonymes, voir Cathédrale de l'Immaculée-Conception.
La cathédrale Notre-Dame-de-l'Immaculée-Conception est un édifice religieux catholique qui est église cathédrale du  diocèse de Kabgayi au centre du Rwanda. L'église est consacrée à l'Immaculée Conception et a été érigée en basilique mineure le 22 octobre 1992.

## Historique et description
La cathédrale, de plan basilical, est construite en briques rouges par les missionnaires de la Société des missionnaires d'Afrique à Kabgayi, localité dépendant de Gitarama et première mission du pays fondée en 1905 du temps de l'Afrique orientale allemande. Elle est consacrée en avril 1923 par Mgr Léon-Paul Classe. La cérémonie se déroule en présence des autorités coloniales belges (puissance coloniale depuis la défaite allemande de 1916) et du roi Musinga, ainsi que d'une grande foule de la population locale, des écoles et de la mission. Le diocèse compte alors trente mille fidèles. 
Les côtés de l'abside sont décorés de fresques (auxquelles a contribué l'artiste-peintre Yvette Alde) représentant la vie de Jésus, tandis que les bas-côtés de la nef sont décorés de mosaïques représentant le chemin de croix de Jésus.
Le maître-autel est situé devant une fresque en mosaïques représentant le Christ en Gloire dans une mandorle avec à gauche une représentation de la cathédrale.
À côté de la cathédrale se trouve un mémorial du Génocide au Rwanda.
Kabgayi est le centre d'un programme de réconciliation auprès de la jeunesse institué par les Catholic Relief Services américains.
Son évêque actuel est depuis 2006 Mgr Smaragde Mbonyintege. Mgr Classe y est enterré.

## Illustrations

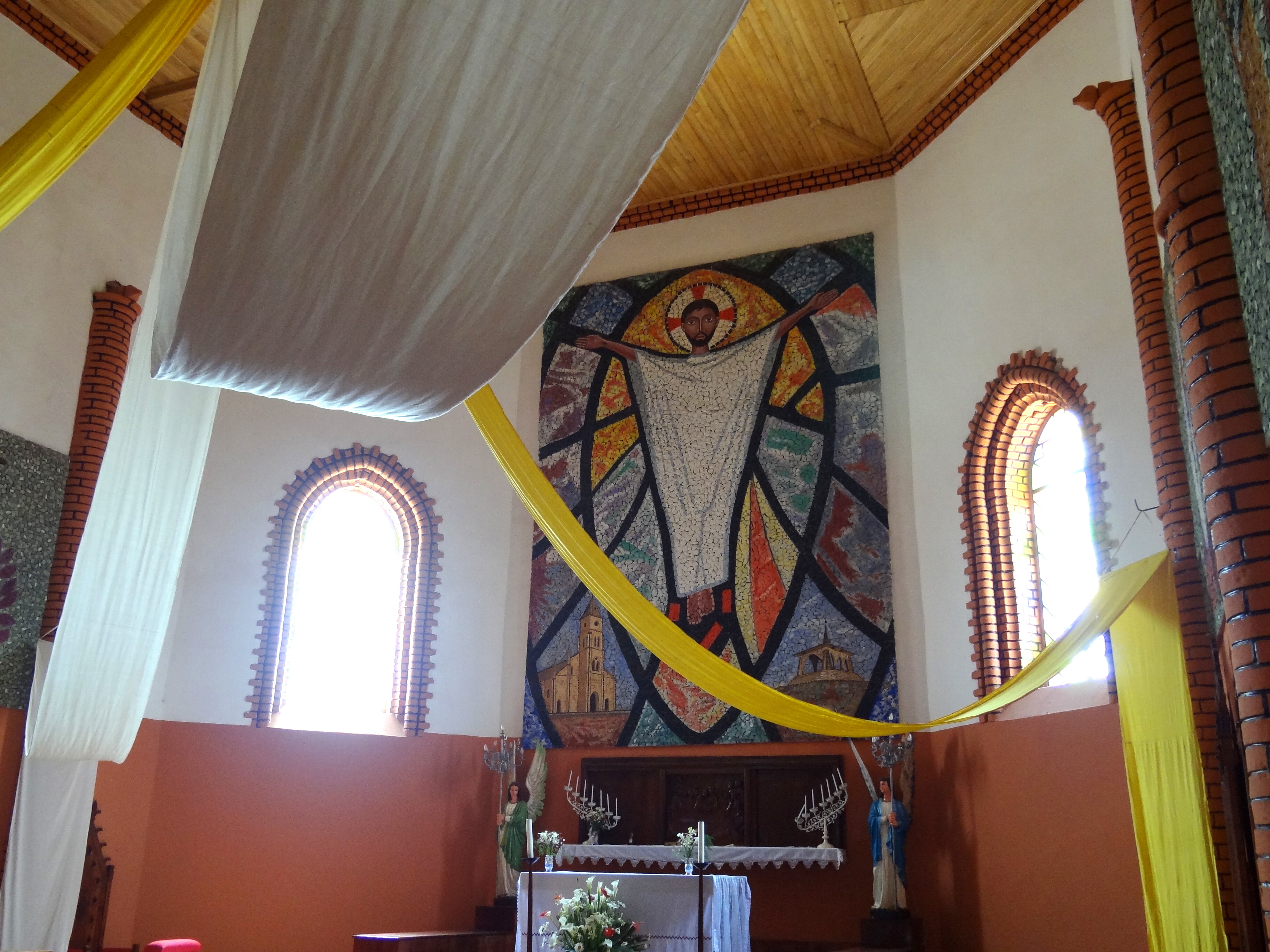
Le maître-autel et mosaïque de fond
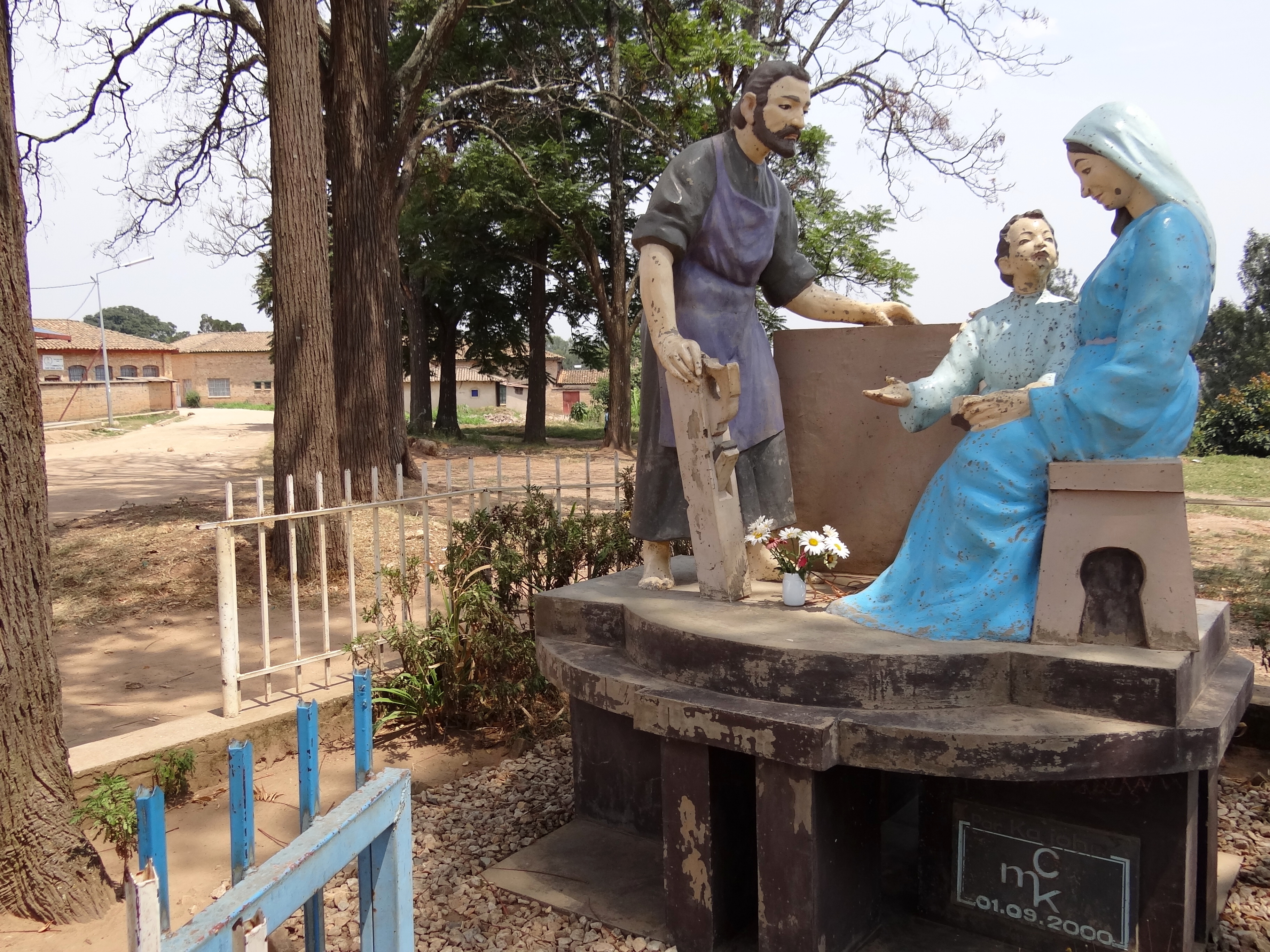
Groupe représentant la Sainte Famille à côté du mémorial
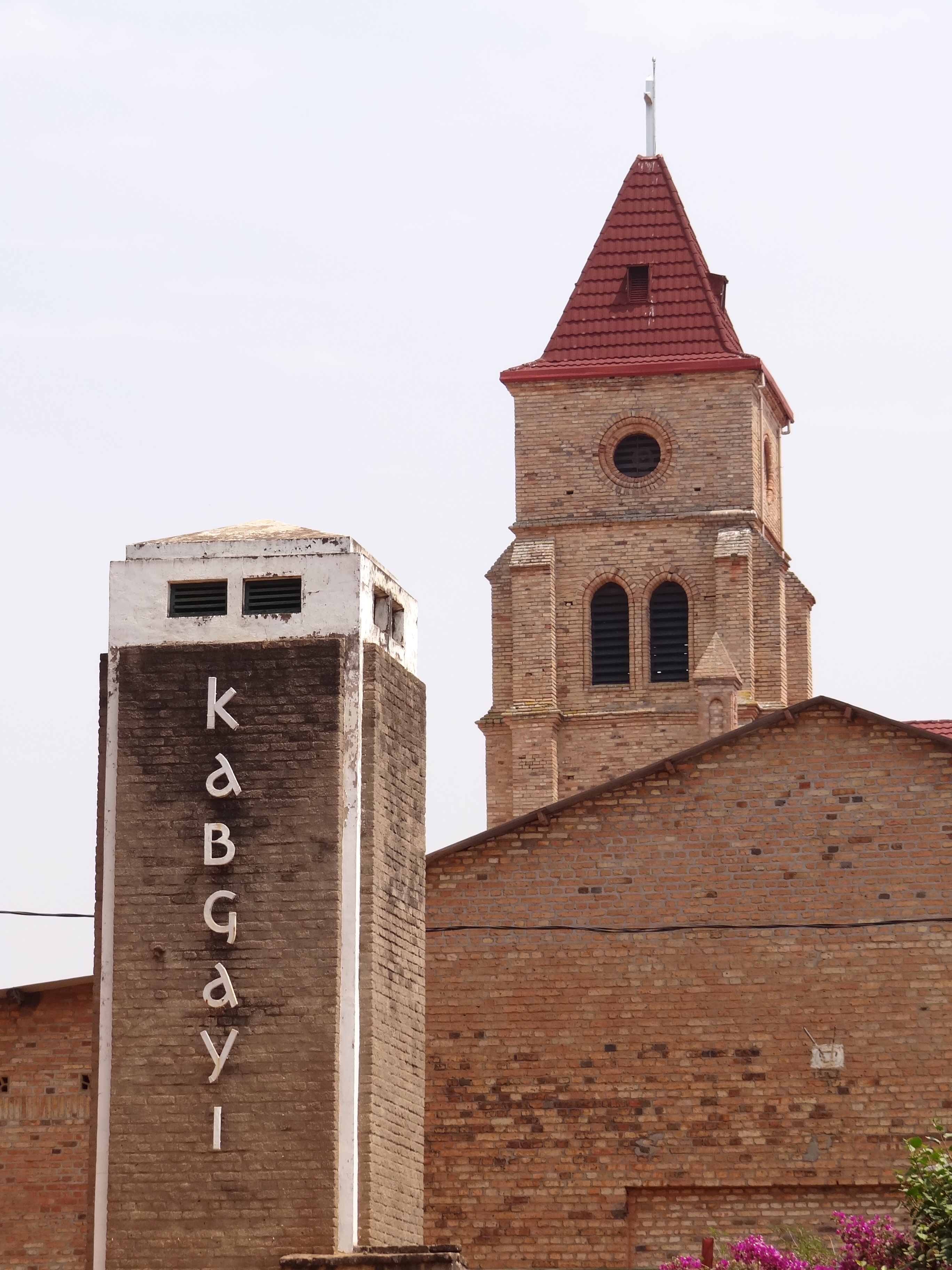
Vue du clocher
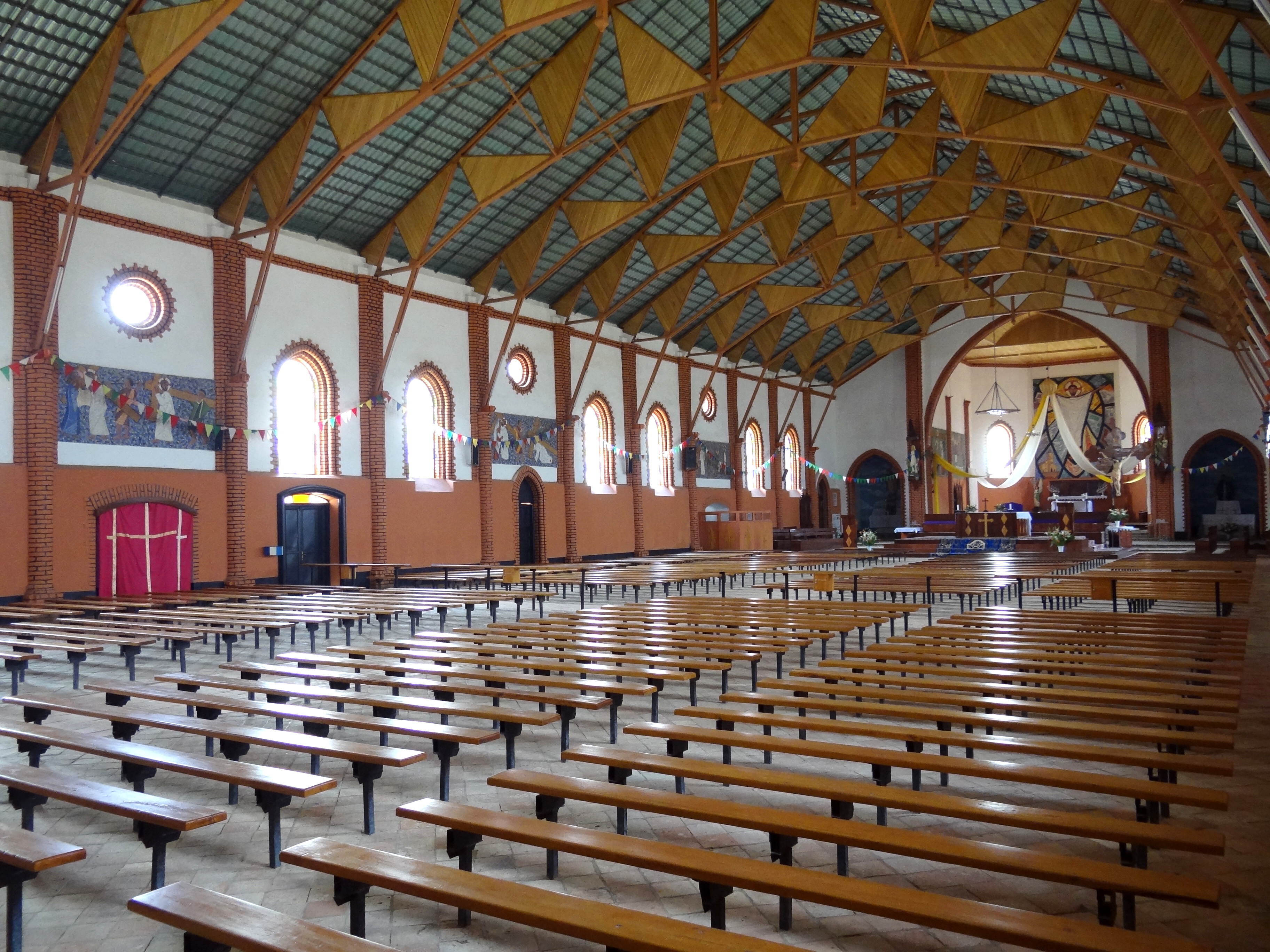
Nef de la cathédrale en 2012.